# Bettina Dittlmann
Bettina Dittlmann (* 1964 in Passau) ist eine deutsche Silber- und Metallschmiedin und Künstlerin.

## Leben
Bettina Dittlmann begann 1983 eine Silberschmiedlehre an der Staatlichen Berufsfachschule in Neugablonz. Nach dem Abschluss ihrer Lehre wechselte sie an die Akademie der Bildenden Künste in München, eine der bedeutendsten Kunsthochschulen Deutschlands. Dort nahm sie ihr Studium bei Hermann Jünger in der Klasse Schmuck und Gerät auf.
Von 1989 bis 1991 folgte ein Auslandsstudium an der SUNY – State University of New York in New Paltz. Im Jahr 1993 schloss Dittlmann ihr Studium an der Akademie der Bildenden Künste München bei Otto Künzli mit einem Diplom ab. Daraufhin blieb sie für drei Jahre Assistentin von Künzli. Ab 1999 war Dittlmann für ein Jahr Gastprofessorin an der State University of Oregon in Eugene.
1998 begann Bettina Dittlmann die Zusammenarbeit mit Michael Jank für ihr Projekt „FürimmerRinge“. Das Projekt besteht bis heute.

## Preise
- 2017: Erwin-und-Gisela-von-Steiner-Stiftung
- 2014: Lukas Cranach Preis[6][7]
- 2009: Bayerischer Staatspreis FÜRIMMERRINGE, Internationale Handwerksmesse, München[3]
- 2005: Bayerischer Staatspreis[3]
- 2003: Landespreis Berlin
- 2001: Herbert-Hofmann-Preis, Schmuck Sonderschau, IHM München[3]
- 1999: Prinzregent-Luitpold-Stiftung[8]
- 1998: Gold Stipendium Firma Hafner, Pforzheim[3]
- 1994: Förderpreis für Design der Landeshauptstadt München[9]

## Sammlungen
- Metropolitan Museum of Art, New York
- Victoria & Albert Museum, London[10]
- Die Neue Sammlung in der Pinakothek der Moderne, München
- Dallas Museum of Art[11]
- mudac – musée cantonal de design et d’arts appliqués contemporains, Lausanne
- Schweizerisches Nationalmuseum, Zürich
- Muzeum Ceského ráje, Turnov, Tschechien
- Cooper Hewitt, Smithsonian Design Museum, New York[12]
- Samuel Dorsky Museum of Art, New Paltz[13]

## Ausstellungen (Auswahl)

### Gruppenausstellungen
- 2020: SCAD Museum of Art, Savannah, Georgia
- 2019: Lukas Cranach – Renaissance Beauties, Sinebrychoff Art Museum, Finnische Nationalgalerie, Helsinki[14]
- 2019: Dreidimensional, Stadtmuseum, Neuötting[15]
- 2019: FERROcity, Bejing Biennale, Bejing / AIVA college gallery, Shanghai[16]
- 2019: FERROcity, Staatliche Mineraliensammlung, München[17]
- 2018: Jewelry of ideas, Cooper Hewitt, New York[18]
- 2018: Collage/Assemblage, Schauraum K3, Simbach am Inn[19]
- 2017: Connecting Principle, Great North Museum Hancock, Newcastle[20]
- 2016: SOFA Sculpture Objects Functional Art + Design, Fair, Chicago[21]
- 2016: Kon.Klave # 3, SBH Kunstsammlung, Saalbacher Hof, Saalbach
- 2014: Unique by Design: Contemporary Jewelry in the Donna Schneier Collection, Metropolitan Museum of Art, New York[22]
- 2013: Sconfinamenti, Piano Nobile Pedrocchi, Padova
- 2013: Medium Zeichnung – Formulierung des Denkens, DIE BURG, Burghausen[23]
- 2013: Flowers, Blumen, Flores, Kunstprojekte Sigrun C. M. Leyerseder, Hauzenberg[24]
- 2013: Maske und Verwandlung, Galerie im Stadtmuseum, Neuötting[25][26]
- 2007: International Badge Exhibition, Museum der Arbeit, Hamburg
- 2005: Durch Dick und Dünn, Bayerischer Kunstgewerbeverein, München
- 2001: parures d’ailleurs, parures d’ici? Gewerbemuseum Winterthur
- 2001: Craft from Scratch, 8. Triennale Australien/Deutschland, Sydney u. Adelaide
- 2000: parures d’ailleurs, parures d’ici?, MUDAC, musée de design & arts, Lausanne
- 2000: 8. Triennale Australien-Deutschland, MAK, Museum für angewandte Kunst, Frankfurt am Main